# Locomotiva FS 688
Le locomotive FS 688 hanno costituito un piccolo gruppo di locomotive a vapore con tender, di fabbricazione austriaca, a vapore surriscaldato, a doppia espansione e con motore a 2 cilindri, (eccetto due unità a 4 cilindri) incorporate dalle Ferrovie dello Stato come risarcimento bellico. Le locomotive, originalmente immatricolate come kkStB 429, erano macchine per servizi viaggiatori delle Kaiserlich-königliche österreichische Staatsbahnen (kkStB).

## Storia
Le locomotive vennero progettate tenendo come base il progetto del gruppo 329 che venne modificato da Karl Gölsdorf applicando il surriscaldatore Schmidt. Erano state prodotte, tra 1909 e 1916 da Lokomotivfabrik Floridsdorf, Wiener Neustädter Lokomotivfabrik, Lokomotivfabrik der StEG e Böhmisch-Mährischen Maschinenfabrik in 57 unità (429.01-57) per la kkStB. In seguito ad alcuni problemi manifestatisi nella distribuzione le 126 unità successive vennero modificate dotandole di cassetto cilindrico ad entrambi i gruppi di cilindri ad alta e a bassa pressione; queste costituirono la serie 429.100-225. Le ulteriori 197 unità acquistate da kkStB (429.900-999 e 429.1900-1996) ebbero un'altra importante variante in quanto prodotte con motore a due cilindri, sempre a doppia espansione e con ambedue i distributori a cassetto cilindrico. Le locomotive vennero coinvolte, come molti altri gruppi, dalla sconfitta dell'Austria nella prima guerra mondiale e si trovarono ripartite in varie nazioni. Un certo quantitativo (28 unità secondo alcune fonti ) venne assegnato all'Italia quasi tutte della serie 429.900-999 e 429.1900-1996 che costituirono il gruppo 688, immatricolate ai numeri 001-028. Le locomotive erano tutte a 2 cilindri eccetto la 429.147 e la 429.215 che erano a 4 cilindri e vennero immatricolate rispettivamente come 688.001 e 688.002. La sorte delle locomotive italiane è piuttosto complicata in quanto alcune tornarono in Austria all'inizio degli anni cinquanta, altre rimasero in Jugoslavia dopo il secondo conflitto mondiale; si trattava, secondo il Kalla-Bishop, di 7 unità del deposito locomotive di Lubiana rimaste in territorio jugoslavo al termine della seconda guerra mondiale. Secondo una lista statistica tuttavia le locomotive passate in mano jugoslava furono di più: si trattò delle unità 688.002, 005, 018, 019, 020, 022, 023, 026 e 028, che divennero le JDZ 106.008-016. Le locomotive "restituite" all'Austria, tra 1950 e 1951 furono le 688.003, 004, 008, 009, 011, 012, 013, 021, 024 e 027 immatricolate come ÖBB 35.251-259 eccetto la 699.021 che, probabilmente inutilizzabile, venne demolita nello stesso anno 1951. Le locomotive rimaste in Italia vennero radiate entro il 1952.

## Caratteristiche tecniche
Si trattava di macchine a rodiggio simmetrico 1-3-1, con tender a 3 assi, a vapore surriscaldato e a doppia espansione. La distribuzione era a cassetto cilindrico.